# Красная Дубрава (Московская область)
Кра́сная Дубра́ва — деревня в Орехово-Зуевском муниципальном районе Московской области. Входит в состав сельского поселения Демиховское. Население — 420 чел. (2010).

## География
Деревня Красная Дубрава расположена в северной части Орехово-Зуевского района, примерно в 5 км к западу от города Орехово-Зуево. Высота над уровнем моря 125 м. Ближайшие населённые пункты — деревни Демидово и Нажицы.

## Название
В письменных источниках деревня упоминается как Дуброва (1784 год), Барская Дуброва (1926, 1939 гг.). В 1940-х годах по идеологическим мотивам переименована в Красную Дубраву. Название связано с термином дуброва — «лес; дубрава, роща; лес из деревьев одной породы, особенно лиственный».

## История
В 1926 году деревня являлась центром Барско-Дубровского сельсовета Федоровской волости Орехово-Зуевского уезда Московской губернии.
С 1929 года — населённый пункт в составе Орехово-Зуевского района Орехово-Зуевского округа Московской области, с 1930-го, в связи с упразднением округа, — в составе Орехово-Зуевского района Московской области.
До муниципальной реформы 2006 года Красная Дубрава входила в состав Демиховского сельского округа Орехово-Зуевского района.

## Население
В 1926 году в деревне проживало 736 человек (352 мужчины, 384 женщины), насчитывалось 160 хозяйств, из которых 145 было крестьянских. По переписи 2002 года — 405 человек (188 мужчин, 217 женщин).
| 1926 | 2002 | 2006 | 2010 |
| ---- | ---- | ---- | ---- |
| 736  | ↘405 | ↘362 | ↗420 |